# Marios Oikonomou
Marios Oikonomou (græsk: Μάριος Οικονόμου; født 6. oktober 1992) er en græsk fodboldspiller, der spiller som midterforsvarer. Han har tdilgere spillet for bl.a. Bologna, AEK Athens og F.C. København samt det græske landshold.
Han kom til FCK i september 2020, hvor han blev tildelt rygnummer 22, men efter Peter Ankersens tilbagevenden til klubben fik han nr. 26. Oikonomou opnåede begrænset spilletid i FCK (20 kampe, heraf 13 superligakampe) og den 12. oktober 2022 offentliggjorde F.C. København, at kontrakten var ophævet efter gensidig aftale.
Efter ophævelsen af kontrakten med FCK var Oikonomou klubløs i en periode, indtil han i februar 2023 indgik en kontrakt med Sampdoria for resten af sæsonen.